# Viehöven

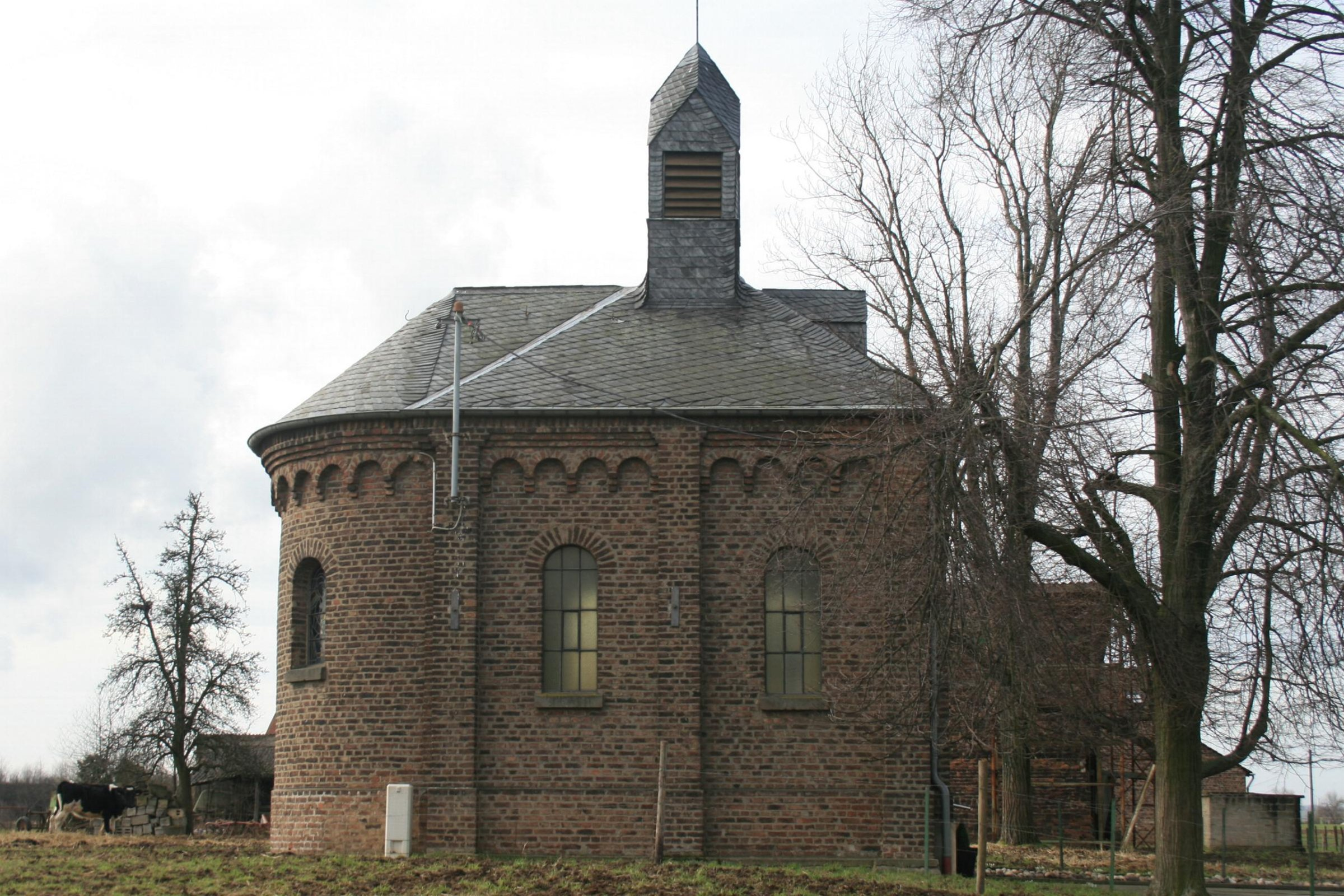
Die Kapelle Viehöven

Viehöven ist ein Weiler in der Gemeinde Inden im Kreis Düren, Nordrhein-Westfalen.
Viehöven liegt zwischen Schophoven und Kirchberg. Hier liegt mit 90 m ü. NHN der tiefste Punkt der Gemeinde Inden.
Der Weiler war bis zum Zusammenschluss der Kreise Düren und Jülich im Jahre 1972 der nördlichste Ort im Kreis Düren. Er besteht auch heute nur aus drei Gutshöfen. Heute befindet sich der Tagebau Inden unmittelbar hinter den Häusern.
Gerichtsvollzieher, Boten und andere Amtspersonen mussten früher auf ihrem Weg nach Viehöven an einer Rieseneiche Halt machen und laut um Erlaubnis rufen, den Ort betreten zu dürfen; sicherlich eine Erinnerung an die Zeiten, in denen der Weiler nach alten Privilegien Flüchtlingen einen sechswöchigen unangefochtenen Aufenthalt vor dem Zugriff fürstlicher oder kirchlicher Gewalten bot. Mit der riesigen Freieiche im Jahre 1852 fiel auch diese menschenfreundliche Funktion aus grauer Vorzeit endgültig der Vergessenheit anheim.
Busse des Rurtalbus verbinden Viehöven wochentags durch die AVV-Linien 216 und 294 mit Merken, Düren, Jülich und Inden/Altdorf. Samstags verkehrt ein Rufbus. Bis zum 31. Dezember 2019 wurde der Busverkehr vom BVR Busverkehr Rheinland bedient.
| Linie       | Verlauf |
| ----------- | --- |
| 216         | Düren Kaiserplatz – StadtCenter – Bahnhof/ZOB – Birkesdorf – Hoven – Merken – Schophoven – Viehöven – Kirchberg – Jülich Walramplatz – Neues Rathaus – Jülich Bf/ZOB                                                         |
| 294         | (Jülich Schulzentrum –) Walramplatz – Neues Rathaus – Jülich Bf/ZOB – Kirchberg – Viehöven – Schophoven – Merken – Inden/Altdorf – Lucherberg – Lamersdorf – Frenz – RWE/Kraftwerk – Weisweiler Frankenplatz – Weisweiler Bf |
| RufBus 294b | Rufbus: Jülich Walramplatz – Neues Rathaus – Jülich Bf/ZOB – Kirchberg – Viehöven – Schophoven (Sa tagsüber) |